# Хосе Габриэль де Сильва-Базан
Хосе Габриэль де Сильва-Базан-и-Вальдштейн (исп. José Gabriel de Silva-Bazán y Waldstein; 18 марта 1782, Мадрид — 4 ноября 1839, Мадрид) — испанский дворянин, политик, военный и дипломат, 10-й маркиз де Санта-Крус-де-Мудела, гранд Испании, 7-й маркиз де Арсикольяр, кавалер ордена Золотого руна с 1821 года, кавалер ордена Карлоса III, комендадор ордена Калатравы. Он тоже был придворным дворянином, старшим майордомом короля Испании, первым директором Музея Прадо и пожизненным президентом Королевской испанской академии.

## Биография
Родился в Мадриде 18 марта 1782 года в семье Хосе Хоакина де Сильва-Базана (1734—1802), 9-го маркиза Санта-Крус-де-Мудела, 6-го маркиза Арсикольяра, и его второй жены, графини Марианны де Вальдштейн-Вартенберг (1763—1807).
Был пожизненным смотрителем крепостей Гибралтар и Финьяна, кавалером Ордена Золотого Руна с 1821 года, придворным дворянином и майордомом Фердинанда VII, членом Регентского совета во время несовершеннолетия королевы Изабеллы II, послом в Париже, чрезвычайным посланником в Лондоне для участия в коронации короля Великобритании Георга IV, сенатором от 1-о королевства и бессменным директором Королевской испанской академии. Кроме того, он унаследовал маркизаты Вильясор, Байона и Арсикольяр, графства Монтесанто и Пье-де-Конча и сеньорию де Вальдепеньяс, будучи дважды грандом Испании второго класса.

## Директор музея Прадо
Его отец убедил короля Карлоса IV хранить «непристойные» картины в отведенной комнате, а не сжигать их, как было угодно Карлосу III. Он был шурином принца Англоны, и вместе они сотрудничали с Карлосом IV в создании картинной галереи, проект был сорван началом испанской войны за независимость. При правлении Фердинанда VII оно было возобновлено, но наибольший импульс ему придала его жена Изабель де Браганса.
После смерти Фернандо VII маркиз также сотрудничал в разрешении конфликта, возникшего в Эль-Прадо, поскольку картины и коллекция перешли к его дочерям, инфантам Изабель и Луизе Фернанде. С ним сотрудничал герцог Ихар, также директор Прадо в то время. Также после смерти монарха и в соответствии с его завещанием он был членом Управляющего совета, существовавшего в первые годы правления Изабеллы II.
В начале либерального трехлетия он покинул дирекцию музея, так что два года спустя, как убежденный либерал, он был назначен правительством исполняющим обязанности старшего майордома и сомелье королевского корпуса. После провала этого политического движения его увольняют с такой дворцовой должности.

## Семья

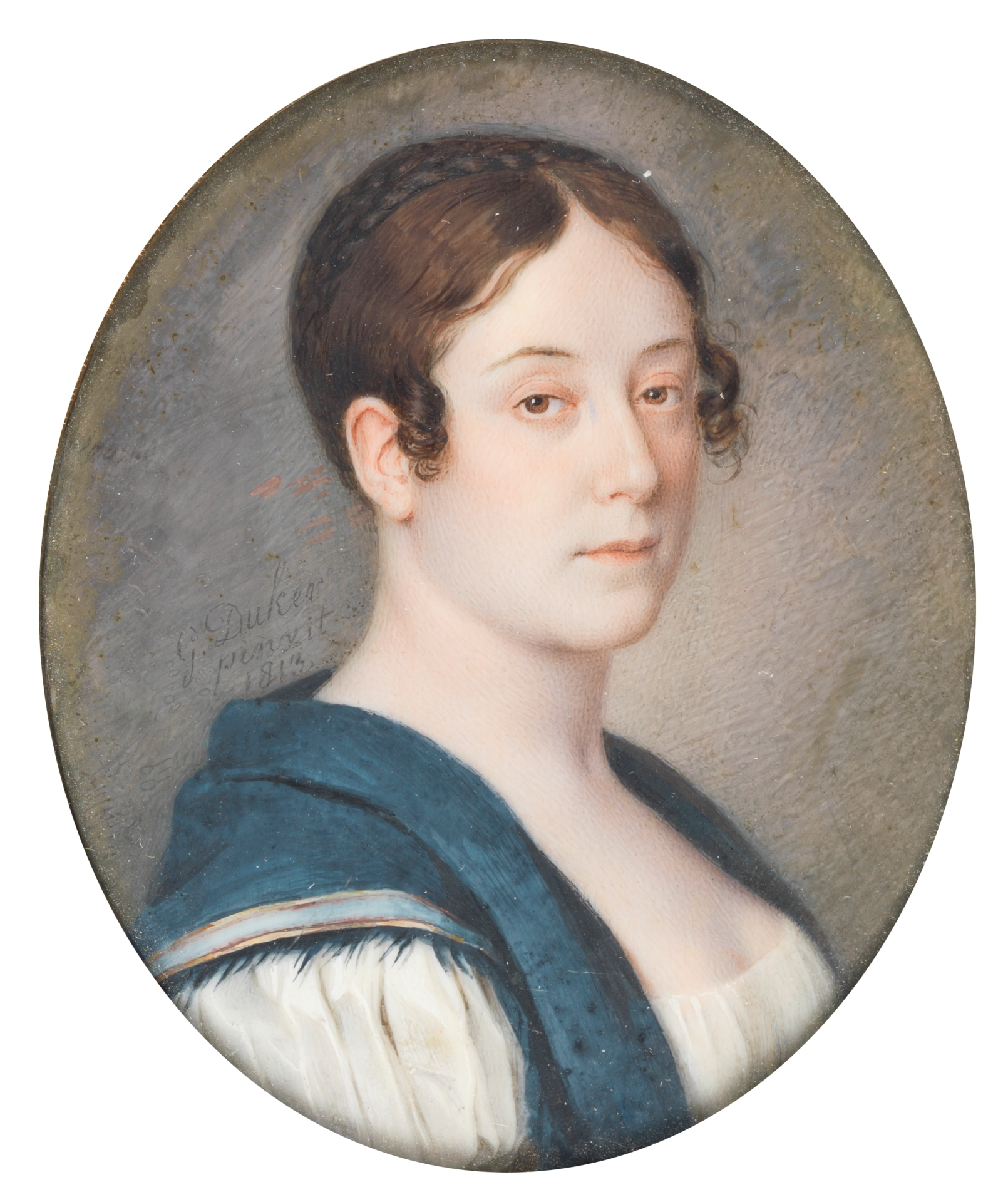
Хоакина Тельес-Хирон-и-Пиментель (1784—1851), супруга Хосе Габриэля де Сильвы-Базана

11 июня 1801 года будущий маркиз де Санта-Крус-де-Мудела женился на Хоакине Тельес-Хирон-и-Пиментель (21 сентября 1784 — 17 ноября 1851), 2-й графине Осило, дочери Педро де Алькантара Тельеса-Хирона и Пачеко, 9-го герцога Осуна и гранда Испании, и его жены и кузины Марии Хосефе Пиментель-и-Тельес-Хирон, 15-й графини-герцогини Бенавенте, герцогини Гандия, Бехар-и-Аркос, грандессы Испании. У маркизов Санта-Крус было девять детей:
- Мария Тереза де Сильва-и-Тельес-Хирон (1802—1805)
- Мария Хоакина дель Пилар Сильва-и-Тельес-Хирон (15 сентября 1803 — 22 сентября 1876), замужем за Педро де Алькантара Альваресом де Толедо-и-Палафоксом, 13-м маркизом Вильяфранка, грандом Испании.
- Хосе Педро де Алькантара де Сильва-Базан-и-Тельес-Хирон(1804—1823), маркиз дель Висо, утонул в озере Каса-де-Кампо.
- Инес де Сильва-и-Тельес-Хирон (21 января 1806 — 11 ноября 1865), замужем за Николасом Осорио-и-Сайасом, 16-м маркизом Альканьесом, грандом Испании.
- Марианна де Сильва-и-Тельес-Хирон (1807—1810)
- Фернанда де Сильва-и-Тельес-Хирон (30 мая 1808 — 22 мая 1879), жена Андреса Авелино де Артеага-Ласкано-и-Карвахаль, 6-го маркиза Вальмедьяно, гранда Испании.
- Франсиско де Борха де Сильва-Базан-и-Тельес-Хирон(31 октября 1815 — 28 ноября 1889), 12-й маркиз Санта-Крус. Женат на Марии де ла Энкарнасьон Фернандес де Кордова и Альварес де лас Астуриас Бохоркес из дома герцогов Аркос.
- Хосефа де Сильва-и-Тельес-Хирон (1820—1847), 3-я графиня Осило, вышла замуж в первый раз за Мануэля де Карвахаля и Лассо де ла Вега, сеньора Кабрильяс-и-Аная, а затем за своего двоюродного брата Фабиана Гутьерреса и Лассо де ла Вега.
- Хуан Евангелиста де Сильва-и-Тельес-Хирон (2 декабря 1826 — 13 декабря 1896), 9-й маркиз Арсикольяр, женат на Люси де Борчгрейв д’Альтена.